# Norwood (Kentucky)
Pour les articles homonymes, voir Norwood.
Norwood est une ville américaine située dans le comté de Jefferson dans l’État du Kentucky. En 2000, sa population était de 395 habitants.

## Source de la traduction
- (en) Cet article est partiellement ou en totalité issu de l’article de Wikipédia en anglais intitulé « Norwood, Kentucky » (voir la liste des auteurs).